# 紀元前282年
紀元前282年（きげんぜん282ねん）は、ローマ暦の年である。
当時は、「ガイウス・ファブリキウス・ルスキヌスとクィントゥス・アエミリウス・パプスが共和政ローマ執政官に就任した年」として知られていた（もしくは、それほど使われてはいないが、ローマ建国紀元472年）。紀年法として西暦（キリスト紀元）がヨーロッパで広く普及した中世時代初期以降、この年は紀元前282年と表記されるのが一般的となった。

## 他の紀年法
- 干支 : 己卯
- 日本
  - 皇紀379年
  - 孝霊天皇9年
- 中国
  - 周 - 赧王33年
  - 秦 - 昭襄王25年
  - 楚 - 頃襄王17年
  - 斉 - 襄王2年
  - 燕 - 昭王30年
  - 趙 - 恵文王17年
  - 魏 - 昭王14年
  - 韓 - 釐王14年
- 朝鮮
  - 檀紀2052年
- ベトナム :
- 仏滅紀元 : 263年
- ユダヤ暦 :

## できごと

### 小アジア
- 小アジアのペルガモンの支配者フィレタイロスは、リュシマコスへの忠誠を止め、ペルガモン内にある重要な要塞と宝物とともに、より大きな独立性を与えてくれたセレウコス朝についた。

### 共和政ローマ
- 共和政ローマとエトルリア人の間で、ポプロニアの戦いが行われた。ローマが勝利し、その結果、ローマに対するエトルリア人の脅威はなくなった。
- マグナ・グラエキアの街は、ローマにイタリアの原住部族に対抗する支援を求めた。元老院はためらったが、市民集会は支援を決めた。マグナ・グラエキアは救われたが、ローマの干渉を快く思わなかったターラントは、その湾に入ってくるローマの船を何隻か攻撃して沈めた。抗議に行ったローマの使節も不当な扱いを受けた。
- ローマはターラントに宣戦布告した。エピロス王ピュロスはターラントへの支援を宣言した。ターラントはサムニウムやその他のイタリア南部の部族にも支援を求めた。

### エジプト
- トラキア王リュシマコスの娘アルシノエ1世は、セレウコス朝に対するトラキアとエジプトの同盟の一環として、プトレマイオス2世に嫁いだ。

### 中国
- 秦が趙を攻撃し、2つの城を攻め落とした。